# Saint-Barthélemy-Lestra
Saint-Barthélemy-Lestra è un comune francese di 714 abitanti situato nel dipartimento della Loira della regione dell'Alvernia-Rodano-Alpi.

## Società

### Evoluzione demografica
Abitanti censiti